# Préceptes (revue)
Préceptes (russe : Заветы) est une revue littéraire et politique de tendance socialiste-révolutionnaire. Elle est parue entre avril 1912 et août 1914.

## Historique
La création de la revue en avril 1912 est une initiative d'un des dirigeants du Parti socialiste-révolutionnaire russe, Viktor Tchernov.
L'éditrice est Sofia Ivantchiva-Pissareva (ru), les rédacteurs en chef Porfiri Infantev (ru)(1912), I. I. Kraevski (1913) et N. M Kouzmine (1914). Razoumnik Ivanov-Razoumnik, Alexandre Ivanine-Pissarev (ru), Sergueï Mstislavski (ru) (dont le pseudonyme était Maslovski), S. P Postnikov et Victor Tchernov participent au collège de rédaction.
Les pages historiques et littéraires sont dirigées par l'essayiste et critique Razoumnik Ivanov-Razoumnik, connu pour son Histoire de la pensée sociale russe, et populaire dans l'intelligentsia russe.
Elle a son siège à Saint-Pétersbourg, au 11, rue Oroujeïnaïa Fedorova.
Elle parait dans la légalité, bien que soumise par intermittence à la censure. notamment pour son premier numéro. Elle s'arrête en septembre 1914, sur décision de la cour de justice de Petrograd, après 28 numéros au total.

## Ligne éditoriale et esthétique

### Orientation politique
Le nom de la revue fait référence à une tradition et aux valeurs du mouvement des narodniki, dont les socialistes révolutionnaires se considéraient comme les successeurs idéologiques. Elle est un des lieux où s'expriment les positions du parti et des personnalités socialistes-révolutionnaires. Le premier numéro de la revue  s'ouvre par des portraits de pères du mouvement démocratique et social russe, Alexandre Herzen et Nikolaï Mikhaïlovski.

### Publications d'œuvres en prose
La revue Préceptes se réclame d'une littérature de qualité, à laquelle les socialistes-révolutionnaires s'efforcent de faire la meilleure place dans leurs publications. La revue publie notamment : 
- (ru) Рождение человека (La naissance de l'homme) de Maxime Gorki,
- (ru) Весёлый двор ( La cour joyeuse) de Ivan Bounine,
- (ru) Тени забытых предков (Les ombres des ancêtres oubliés) de Mykhaïlo Kotsioubynsky,
- (ru) Уездное (Choses de province) d'Ievgueni Zamiatine,
- (ru) Повесть о днях моей жизни (Nouvelle sur les jours de ma vie) de Ivan Volnof (ru),

ainsi qu'Alexeï Remizov, Leonid Andreïev, Olga Forche, Jurgis Baltrušaitis (en) ou encore Fiodor Sologoub. Elle s'ouvre également à de jeunes écrivains, comme Sergueï Sergueïev-Tsenski (ru), Boris Zaïtsev, Ivan Chmeliov, Mikhail Prichvine, Alexis Tolstoï. Elle revient également sur des auteurs plus anciens, avec des lettres d'Ivan Gontcharov, ou encore (ru)Тени (Les ombres) de Mikhaïl Saltykov-Chtchedrine.
Une de ses premières publications, en 1912, est le roman de В. Ropchine (Boris Savinkov) (ru)То, чего не было, (Ce qui ne fut pas), critiqué sur le plan idéologique par les sociaux-démocrates. Comme écrivain, Savinkov était connu par un autre roman (ru) Конь бледный (Le Cheval blême).

### Poésie
Des poètes d'orientation littéraire différente y sont également publiés, comme : 
- le symboliste Alexandre Blok,
- les acméistes comme Nikolaï Goumilev,, Sergueï Gorodetski, Anna Akhmatova, Mikhaïl Zenkevitch, Ossip Mandelstam,
- l'hermétique Nikolaï Kliouïev,
- l'égo-futuriste Igor Severianine,
- l'imaginiste Sergueï Essenine[1]

### Pages historiques et critiques
Dans les pages sous la responsabilité de Razoumnik Ivanov-Raszoumnik, Préceptes publie régulièrement des portraits artistiques d'écrivains, des aperçus et des critiques littéraires. Ces pages sont essentielles à son programme, qui voit dans l'analyse critique et historique des « vagues littéraires » contemporaine ou précédentes un levier d’évolution sociale et spirituelle.
La revue est impliquée dans les polémiques littéraires nées autour de quelques œuvres, qu'elle a publiées ou défend : 
- les récits et les nouvelles de Maxime Gorki ou de Sergueï Sergueïev-Tsenski,
- les nouvelles (ru) Пятая язва (Cinq plaies) d'А. Remizov et «(ru) Никон Староколенный de M. Prichvine,
- les romans de Dimitri Merejkovski, d'Andreï Biely, (ru) Петербур (Pétersbourg), de Boris Zaïtsev (ru) Дальний краï (Le Pays lointain),
- la pièce de L. Andreïev (ru) Профессор Сторицын» (Le professeur Storipine),
- les cycles de vers et les romans de Fiodor Sologoub,
- les poésies lyriques d'Alexandre Blok et son poème (ru) Роза и Крест (La Rose et la Croix) et les recueils de vers d'Anna Akhmatova et d'Igor Sevrianine[1].

L'essai (ru)Человек и культура (L'homme et la culture), dans lequel Razoumnik-Ivanov fait de Pouchkine, Dostoïevski et Tolstoï,les annonciateurs d'une culture spirituelle et morale distincte et différente de culture de la « civilisation » occidentale et l'esprit petit-bourgeois qui gagne l'Europe fait également controverse.

### Liens
- (ru) Т. М. Двинятина (T. M. Dviniatina), « "Заветы", журнал, 1912-1914 » [« Préceptes, revue  1912-14 »], Энциклопедия Санкт-Петербурга (Encyclopédie de Saint-Pétersbourg, sur www.encspb.ru (consulté le 23 août 2017)
- (ru) Г.Д.Гребенщиков (G. D. Grebenchtchikov), « Обзор первых трех номеров журнала “Заветы” » [« Aperçu des trois premiers numéros de la revue "Préceptes" »], sur grebensch.narod.ru